# Kabbinagadde, Sakleshpur
Kabbinagadde là một làng thuộc tehsil Sakleshpur, huyện Hassan, bang Karnataka, Ấn Độ.